# Pachyteria melancholica
Pachyteria melancholica är en skalbaggsart som beskrevs av Conrad Ritsema 1909. Pachyteria melancholica ingår i släktet Pachyteria och familjen långhorningar. Inga underarter finns listade i Catalogue of Life.